# Магдалена Кох
Магдалена Йоля̀нта Кох (на полски: Magdalena Jolanta Koch; р. 1958) е полски учен, специалист по сръбска и хърватска литература на ХХ и XIX век, специализирала е изследвания на пола, идентичността и транскултурализма на Балканите, както и модерна сръбска и хърватска драма.
Завършила е славистика (Руски и Сърбохърватски език) във Вроцлавския университет през 1981 г., където преподава до 2011 г. Получава докторска степен с работата си Podróże w czasie i przestrzeni. Proza Isidory Sekulić. От октомври 2011 г. е професор в Университета „Адам Мицкевич“ в Познан.

## Публикации
- Podróże w czasie i przestrzeni. Proza Isidory Sekulić, Wydawnictwo Uniwersytetu Wrocławskiego, Wrocław 2000
- …kiedy dojrzejemy jako kultura…Twórczość pisarek serbskich na początku XX wieku (kanon – genre – gender), Wydawnictwo Uniwersytetu Wrocławskiego, Wrocław 2007
- …kada sazremo kao kultura... Stvaralaštvo srpskih spisateljica na početku XX veka (kanon – žanr – rod), Službeni glasnik, Beograd 2012
- Milena Pavlović Barilli EX POST, kritike, članci, bibliografija, HESPERIAedu, Beograd 2009 (съавторство – Lidija Merenik i Aleksandar Popović, M. Koch, A Quest for Milena Pavlović Barilli in Serbian Literature/Sulle tracce di Milena Pavlović Barilli nella letteratura serba/U potrazi za Milenom Pavlović Barili u srpskoj književnosti